# Vaiano Valle
Vaiano Valle (Vaian in dialetto milanese, AFI: [vaˈjɑ̃ː]) è un quartiere  di Milano, una località rurale, posta nella periferia meridionale di Milano, appartenente al Municipio  5  e al NIL n. 85 "Parco delle Abbazie".

## Storia
Vajano fu nominata per la prima volta nel 1346. Nell'ambito della suddivisione del territorio milanese in pievi apparteneva alla Pieve di San Donato, e confinava coi Corpi Santi a nord, con Nosedo a est, con Chiaravalle e Macconago a sud, e col Vigentino a ovest. Al censimento del 1751 il Comune di Vajano fece registrare 229 residenti.
In età napoleonica, dal 1808 al 1816, Vajano fu per la prima volta aggregata a Milano, recuperando l'autonomia con la costituzione del Regno Lombardo-Veneto. Nel 1853 il paese contava 244 abitanti, nel 1859 ne aveva 256, mentre erano 263 nel 1861, un anno prima che il governo italiano cambiasse la denominazione comunale in Vaiano Valle per distinguerla da località omonime.
Nel 1869 Vaiano fu aggregata a Quintosole, comune che poi cambiò nome in Vigentino, e con questa località nel 1923 finì nuovamente annessa a Milano.
Attualmente, in seguito allo spopolamento delle aree rurali, il villaggio è abbandonato e in stato di forte degrado.